# 春のおどり (1950年の宝塚歌劇)
『春のおどり』（はるのおどり）は宝塚歌劇団の舞台作品。

## 宝塚公演のデータ
花組公演。1950年4月1日から4月30日まで宝塚大劇場で公演された。
形式名は「アメリカ博覧会記念 グランド・ショー」。20場。副題は「スヰング・ラプソディ」
作・振付は高木史朗。音楽担当は河崎一朗・山根久雄・河村篤二。振付担当は錢谷信昭。装置担当は早崎太郎・大藤紀夫。
形式名にあるようにアメリカ博覧会を記念して公演された。日本を象徴する富士山や桜で飾られた舞台で幕が開き、祭の唄などの風景が繰り広げられた。その後、舞台は日本国外へと移り、最後はアメリカ合衆国へと行き着く。
深緑夏代と越路吹雪が出演した。
併演作品は『モナミ』。

## 東京公演のデータ
月組公演。1950年3月3日から4月3日まで帝国劇場で公演された。
主なスタッフは水田茂である。
併演作品は『ヴギウギホテル』と『アレキサンドリアの舞姫』。